# La Pietà (groupe)
Pour les articles homonymes, voir La Pietà.
La Pietà est un groupe de musique classique québécois fondé par la violoniste Angèle Dubeau en 1997. Le groupe est composé principalement de femmes jouant des instruments de la famille du violon, accompagnées par de la harpe ou du piano. Ses membres changent à plusieurs reprises au cours de la carrière de la fondatrice de sorte que près de 80 femmes ont contribué au projet.

## Biographie
La violoniste virtuose Angèle Dubeau fonde le groupe La Pietà en 1997. Elle affirme s’être lassée de la vie de soliste et décide de créer un groupe avec des amies afin de rompre avec l’élitisme en musique classique et de promouvoir le talent des meilleures musiciennes du Canada,. Le groupe est un organisme à but non lucratif dont les profits sont remis à des œuvres caritatives d’abord pour venir en aide à toutes sortes d'organismes qui viennent en aide aux femmes et aux enfants,, et d'autres comme la culture québécoise. 
La violoniste refuse dès lors de jouer pour d'autres orchestres sans qu'elle n'ait son mot à dire. Par exemple, en 2012, après avoir demandé au compositeur italien Ennio Morricone la permission d'enregistrer certaines de ses œuvres pour l'album Silence on joue!, celui-ci affirme vouloir travailler avec elle, mais avec son propre orchestre. Dubeau refuse, préférant avoir le contrôle sur ses créations, La Pietà étant un élément central. 
Le groupe comporte initialement 12 musiciennes, 11 cordistes et une pianiste et est exclusivement composé de femmes. Le nom du groupe fait référence à l’Ospedale della Pietà, l’orphelinat en Italie où Vivaldi assurait l’éducation musicale des filles orphelines, parmi lesquelles on trouvait des virtuoses. Tout au long de la carrière de la fondatrice, près d'une centaine de personnes contribueront au projet, en majorité des femmes et quelques hommes. Tous les albums sont labelisés par Analekta, un label fondé par le mari d'Angèle Dubeau, François-Mario Labbé.

### 25eanniversaire
Pour souligner le 25e anniversaire de l'ensemble, Angèle Dubeau publie en 2022 l'album Elle, un album « entièrement conçu, joué et composé par des femmes »,.
Le groupe présente également deux représentations dans la Chiesa de la Pietà, l'endroit où les orphelines de l’Ospedale della Pietà jouaient et chantaient. Il s'agit d'un symbole important pour la violoniste et un rêve qu'elle réalise pour cet anniversaire.

## Membres

### Violonistes
- Angèle Dubeau
- Amélie Benoit-Bastien
- Amélie Lamontagne
- Ana Drobac
- Andra Giurgariu (et alto)
- Andrée Azar
- Ariane Bresse
- Ariane Lajoie
- Élise Lavoie
- Ewa Sas
- Heather Schnarr
- Hibiki Kobayashi
- Johanne Morin
- Josiane Breault
- Julie Triquet
- Karine Bouchard
- Lizann Gervais
- Lyne Allard
- Mana Shirashi
- Marcelle Mallette
- Marianne Di Tomaso
- Marjolaine Lambert
- Myriam Pelletier (et alto)
- Natacha Gauthier
- Natalia Kononova
- Noémi Racine-Gaudrealt
- Noémie Racine
- Pascale Beaudry
- Pascale Gagnon
- Sheila Jaffe
- Sofia Gentile
- Solange Bouchard
- Véronica Thomas
- Veronika Cherniak

### Altistes
- Andra Giurgariu (et violon)
- Andriana Stoica
- Anne Beaudry
- Annie Guénette
- Bojana Milinov
- Catherine Arsenault
- Christiane Lampron
- ChungHan Hsiao
- Claudine Giguère
- Elisa Boudreau
- Francine Lupien
- François Vallières
- Jasmine Schnarr
- Jean MacRay
- Julie Dupras
- Julie Michael
- Jutta Puchhammer Sédillot
- Madeleine Messier
- Marilou Robitaille-Hains
- Martine Gagné
- Myriam Pelletier (et violon)
- Robin Streb
- Sarah Martineau
- Valérie Arsenault
- Véronique Potvin
- Yukari Cousineau

### Violoncellistes
- Annie Gadebois
- Carole Bogenez
- Caroline Milot
- Caroline Richard
- Catherine Perron
- Élizabeth Giroux
- Julie Trudeau
- Laurence Leclerc
- Leah Wyber
- Marianne Croft
- Sheila Mannigan
- Suzan Green
- Thérèse Motard
- Thérèse Ryan

### Contrebassistes
- Anaïs Vigeant
- Geneviève Bigonnesse
- Mariane Clarebois-Deschamps
- Marie-Claude Tardif
- Murielle Bruneau
- Stéphanie Domaschio

### Pianistes
- Amélie Fortin
- Louise Bessette
- Louise Lessard
- Louise-Andrée Baril (et clavecin)
- Marie-Ève Scarfone (et celesta)
- Rosalie Asselin (et clavecin)
- Luc Beauséjour (clavecin seulement)

### Harpistes
- Anabelle Renzo
- Antoine Mallette-Chénier
- Caroline Lizotte
- Robin Best
- Valérie Milot

### Percussionnistes
- Bertil Schulrabe
- Paul Picard
- Vincent Séguin
- Ziya Tabassuan

### Chœur (sur l'albumArvo Pärt - Portrait)
- Bernard Cayouette
- Garth MacPhee
- Joel Gonzalez
- Matthias Maute
- Michel Léonard
- Ovidio Crespo Diaz
- Taylor White

### Chant de gorge inuit (sur l'albumElle)
- Lydia Etok
- Nina Segalowitz

## Répertoire
Le groupe joue habituellement un répertoire de musique classique, mais aussi des compositions originales, des œuvres modernes, populaire, rock, de la musique de cinéma ainsi que de la musique de jeux vidéo.

## Discographie
Pour la liste complète, voir la discographie d'Angèle Dubeau.